# Campionati del mondo di ciclismo su strada - Cronometro femminile Juniors
La cronometro femminile Juniors è una delle prove disputate durante i campionati del mondo di ciclismo su strada. Riservata a cicliste di età compresa tra 17 e 18 anni, fu corsa per la prima volta nel 1994. Dal 1994 al 1996 e dal 2005 al 2010 si tenne all'interno del programma dei campionati del mondo di ciclismo su strada juniors, riservati unicamente ad atleti della categoria.

## Albo d'oro
Aggiornato all'edizione 2024.
| Anno | Vincitrice                            | Seconda                               | Terza                                 |
| ---- | ------------------------------------- | ------------------------------------- | ------------------------------------- |
| 1994 | Chiara Mariani                        | Evi Gensheimer                        | Ita Kryjanovskaja                     |
| 1995 | Linda Visentini                       | Christina Becker                      | Tetjana Stjažkina                     |
| 1996 | Rachael Linke                         | Natascha Klewitz                      | Samanta Loschi                        |
| 1997 | Ol'ga Zabelinskaja                    | Sylvia Hübscher                       | María Mercedes Cagigas                |
| 1998 | Trixi Worrack                         | Ol'ga Zabelinskaja                    | Geneviève Jeanson                     |
| 1999 | Geneviève Jeanson                     | Juliette Vandekerckhove               | Trixi Worrack                         |
| 2000 | Juliette Vandekerckhove               | Katherine Bates                       | Bertine Spijkerman                    |
| 2001 | Nicole Cooke                          | Natal'ja Bojarskaja                   | Diana Elmentaitė                      |
| 2002 | Anna Zugno                            | Tatiana Guderzo                       | Claudia Hecht                         |
| 2003 | Bianca Purath                         | Loes Markerink                        | Iris Slappendel                       |
| 2004 | Tereza Huříková                       | Rebecca Much                          | Amanda Spratt                         |
| 2005 | Lisa Brennauer                        | Tereza Huříková                       | Mie Bekker Lacota                     |
| 2006 | Rebecca Spence                        | Lesja Kalytovs'ka                     | Mie Bekker Lacota                     |
| 2007 | Josephine Tomic                       | Valerija Kononenko                    | Jerika Hutchinson                     |
| 2008 | Maria Grandt Petersen                 | Valerija Kononenko                    | Laura Dittmann                        |
| 2009 | Hanna Solovej                         | Pauline Ferrand-Prévot                | Jelizaveta Ošurkova                   |
| 2010 | Hanna Solovej                         | Pauline Ferrand-Prévot                | Amy Cure                              |
| 2011 | Jessica Allen                         | Elinor Barker                         | Mieke Kröger                          |
| 2012 | Elinor Barker                         | Cecilie Uttrup Ludwig                 | Demi de Jong                          |
| 2013 | Séverine Eraud                        | Alexandria Nicholls                   | Alexandra Manly                       |
| 2014 | Macey Stewart                         | Pernille Mathiesen                    | Anna-Leeza Hull                       |
| 2015 | Chloé Dygert                          | Emma White                            | Anna-Leeza Hull                       |
| 2016 | Karlijn Swinkels                      | Lisa Morzenti                         | Juliette Labous                       |
| 2017 | Elena Pirrone                         | Alessia Vigilia                       | Madeleine Fasnacht                    |
| 2018 | Rozemarijn Ammerlaan                  | Camilla Alessio                       | Elynor Bäckstedt                      |
| 2019 | Aigul Gareeva                         | Shirin van Anrooij                    | Elynor Bäckstedt                      |
| 2020 | annullata per la pandemia di COVID-19 | annullata per la pandemia di COVID-19 | annullata per la pandemia di COVID-19 |
| 2021 | Alëna Ivančenko                       | Zoe Bäckstedt                         | Antonia Niedermaier                   |
| 2022 | Zoe Bäckstedt                         | Justyna Czapla                        | Febe Jooris                           |
| 2023 | Felicity Wilson-Haffenden             | Isabel Sharp                          | Federica Venturelli                   |
| 2024 | Cat Ferguson                          | Viktória Chladoňová                   | Imogen Wolff                          |

## Medagliere
| Pos.   | Nazione       | Oro | Argento | Bronzo | Totale |
| ------ | ------------- | --- | ------- | ------ | ------ |
| 1      | Australia     | 5   | 2       | 6      | 13     |
| 2      | Italia        | 4   | 4       | 2      | 10     |
| 3      | Gran Bretagna | 4   | 3       | 3      | 10     |
| 4      | Germania      | 3   | 5       | 5      | 13     |
| 5      | Russia        | 3   | 2       | 1      | 6      |
| 6      | Ucraina       | 2   | 3       | 2      | 7      |
| 7      | Francia       | 2   | 3       | 1      | 6      |
| 8      | Paesi Bassi   | 2   | 2       | 3      | 7      |
| 9      | Danimarca     | 1   | 2       | 2      | 5      |
| 10     | Stati Uniti   | 1   | 2       | 1      | 4      |
| 11     | Rep. Ceca     | 1   | 1       | 0      | 2      |
| 12     | Canada        | 1   | 0       | 1      | 2      |
| 13     | Nuova Zelanda | 1   | 0       | 0      | 1      |
| 14     | Slovacchia    | 0   | 1       | 0      | 1      |
| 15     | Spagna        | 0   | 0       | 1      | 1      |
| 15     | Lituania      | 0   | 0       | 1      | 1      |
| 15     | Belgio        | 0   | 0       | 1      | 1      |
| Totale | Totale        | 30  | 30      | 30     | 90     |